# Jens Nygaard Knudsen
Jens Nygaard Knudsen (25 de enero de 1942-Hvide Sande, 19 de febrero de 2020) fue un diseñador de juguetes danés. Está considerado el inventor de gran parte de las figuras del LEGO, empresa en la que trabajó como diseñador entre 1968 y 2000.

## Biografía

Logotipo de LEGO.

Knudsen comenzó a trabajar en Lego en Billund en 1968. Allí construyó cientos de modelos a partir de bloques de Lego, algunos de los cuales luego se vendieron como kits. En la década de los setenta, LEGO se expandió rápidamente, ampliando su gama de productos para incluir varios kits como estaciones de policía, estaciones de bomberos y similares, que habían sido diseñados por Knudsen.
Knudsen se opuso a que el equipo de diseño de la empresa se dividiera en varios subgrupos, porque quería hacer todo por sí mismo. Después de desarrollar las figuras de Lego que conocemos hoy en día, se patentaron dichas figuras en 1978. Al año siguiente, una nave espacial con las figuras del Lego fue elegida mediante votación como el "juguete europeo del año" en la Feria del Juguete de Núremberg. El aumento de las ventas provocó que LEGO contratara a quinientos nuevos empleados. En el momento de la muerte de Knudsen se calcula que se habían producido más de ocho mil millones de juguetes desde 1968. Knudsen fue posteriormente promovido a diseñador jefe, donde trabajó hasta su jubilación en el 2000. Si bien, con posterioridad, continuó haciendo figuras de Lego, como profesional independiente, y principalmente en privado para su placer.
En 2018, LEGO, con diecisiete mil empleados en plantilla, trabajando en más de cuarenta países, obtuvo un beneficio de más de ocho mil millones de coronas danesas (unos 1085 millones de euros).
Jens Nygaard Knudsen estaba casado y era padre de tres hijos. En el momento de su fallecimiento tenía también dos nietos.
Knudsen falleció a causa de una esclerosis lateral amiotrófica (ELA) a los 78 años, en el hospital Anker Fjord de la localidad danesa de Hvide Sande.

## Referencias

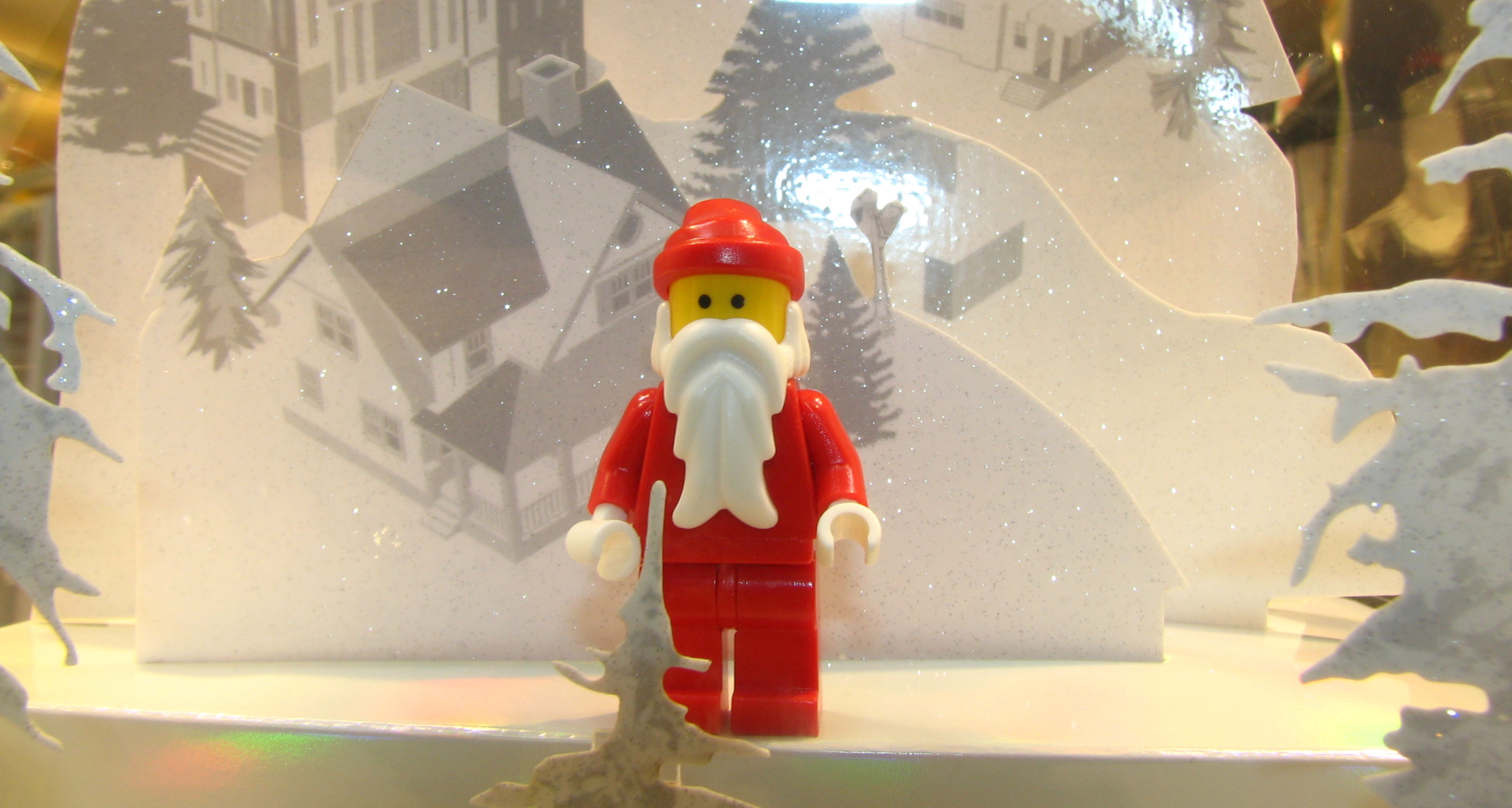
Papá Noel, LEGO